# Ісаак Комнін (імператор Кіпру)
Ісаак Комнін (бл.1155 — 1195/1196) — перший і останній імператор Кіпру.

## Життєпис
Походив з династії Комнінів. Син Дуки (ім'я невідоме), але можливо Іоанна Дуки Каматира, та Ірини Комніни (доньки себастократора Ісаака Комніна). Народився близько 1155 року. Здобув загальну освіту. Втім виявив військові та державні якості. Близько 1174 року Ісаака призначено стратегом Ісаврії та міста Тарс. Для зміцнення свого становища одружився з вірменською княжною. Невдовзі розпочав військові дії проти Кілікійського царства. Але зазнав поразки й потрапив у полон. В цей час помер імператор Мануїл I й про долю Ісаака Комніни забули.
У 1184 році новий імператор Андронік I після наполегливих умовлянь родичів та друзів Ісаака викупив того з полону за 30 тис. солідів. Останній поклявся у вірності імператорові. З Кілікії Ісаак Комнін перебрався до Антіохії, де найняв збройний загін. З ним рушив до Кіпру, де показав місцевим чиновникам підроблені імператорські листи, в яких йшлося про необхідність підкорятися наказам Ісаака. Невдовзі без спротиву захопив увесь острів, ставши самостійним володарем з титулом деспота. Натомість імператор Андронік I наказав схопити та катувати друзів та родичів Ісаака Комніна, що за нього ручалися.
Для зміцнення влади Ісаак Комнін 1185 року створив Кіпрський патріархат, очільник якого 1185 року коронував Ісаака як імператора. Похід візантійських військ проти нього не відбувся через повалення Андроніка I. Але цю справу продовжив новий правитель Ісаак II. Останній відправив проти нього флот з 70 військових суден на чолі із Іоанном Констостефаном. Натомість імператор Ісаак кіпрський уклав союз з Вільгельмом II, королем Сицилії, який відправив флот на чолі із Маргаритом Бриндізійським. Сицилійський флот переміг візантійців біля Кіпру, а Ісаак Комнін здолав решту військ супротивника, що висадилися на острів. В подальшому союз Сицилії було зміцнено шлюбом між Ісааком та родичкою сицилійського короля. Крім того, основою війська зробив найманців.
Імператор Ісаак уклав також союз з Салах ад-Діном, султаном Єгипту і Сирії. В результаті він повністю позбавився загрози з боку Візантії. Також підтримував гарні стосунки з Румським султанатом та Кілікійським царством. Став карбувати власну монету в Нікосії. Все це сприяло розвитку торгівлі, де кіпрські купці стали важливими посередниками. Це викликало невдоволення венеційців та генуезців. Водночас сам Ісаак сприяв послабленню свого становища, оскільки став збільшувати податки та збори, порушував права знаті, яку підозрював у змовах. Такими діями скористалися його суперники — візантійці, венеційці та генуезці поширили скрізь чутки про Ісаака Комніна як жорстокого тирана, гвалтівника.
На початку 1191 року до Кіпру прибула частина учасників Третього хрестового походу. Серед них були Беренгарія донька наваррського короля, наречена англійського короля Річарда I, та його сестра Джоанна. Ісаак Комнін повівся з ними нечемно, захопив, сподіваючись на викуп. Невдовзі прибув король, що став вимагати звільнення родичів та відшкодування збитків. Імператор Кіпрський відмовився, але зазнав поразки від англійців. Незабаром потрапив у полон, після чого опинився поневоленим в замку Маргат (поблизу Триполі). Кіпр став володінням Англії.
У 1193 році Ісаака Комніна було звільнено за умовами угоди між королем Річардом I, Леопольдом V, герцогом Австрійським (яким захопив англійського короля) та Генріхом VI, імператором Священної Римської імперії, який отримав у полон Річарда I. Деякий час мешкав в Триполі. 1194 року їздив до румського султанату, намагаючись отримати підтримку своїм новим планам. 1195 року вів перемовини з новим візантійським імператором Олексієм III щодо прощення та отримання посад, але марно.
1195 або 1196 року під час перебування території Румського султанату Ісаака Комніна було отруєно.

## Родина
1. Дружина — донька Тороса II Великого, князя Кілікії
Діти:
- син (до 1178—1187/1191)
- Дамсел (д/н—після 1204), дружина: 1) Раймунд VI, графа Тулузи, шлюб скасовано; 2) Тьєррі, сина Болдуїна Фландрського

2. Дружина — позашлюбна донька Вільгельма I, короля Сицилії або інша родичка Вільгельма II